# 下颌角整形
下颌角整形，又称“去下颌角手术”或“瘦脸整形”。是一种美容外科手术。是通过部分切除位于下颌角处的下颌骨，以达到让脸形变小变瘦的目的。这一手术往往与部分咬肌切除同时进行，以改善良性咬肌下颌骨肥大者的面部外形轮廓。
早期的下颌角整形多单纯对下颌角进行处理，更先进的下颌角整形手术则包涵了更多的内容，即由下颌体开始，经由下颌角延至下颌升支的连续骨整形，加上对附着在下颌角下颌体的扇形肌肉——咬肌也进行综合整形。
其具体方法是：一般采用口内入路，经口腔粘膜切口，先暴露整个下颌体下颌角及下颌升支中下段，分离咬肌附着在骨质上的止点，接着祛除下颌体外板，使其变薄，再用专门的颌面微动力骨刀弧形连续截除下颌体后端下缘，下颌角，下颌升支下段后缘的包括内外板在内的全层骨质，最后切除过于发达的咬肌。缝合切口。